# Gino Sopracordevole
Gino Sopracordevole, italijanski veslač, * 24. september 1904, † 1995.
Sopracordevole je za Italijo nastopil na Poletnih olimpijskih igrah 1924 v Parizu kot krmar dvojca s krmarjem, ki je na teh igrah osvojilsrebrno medaljo.